# 小普请
小普请（日语：／）是日本江户幕府的一个组织，指幕府直参的旗本与御家人中，家禄在3000石以下且无职务者属于此类。虽然称为“小普请”，但与小普请奉行及其属下完全不同。
3000石以上至10000石未满者称为“寄合”。不过，俸禄在500石至2000石之间的旗本也可能被编入寄合，而俸禄达到3100石的也有进入小普请的例子。3000石以下者若曾担任布衣以上的职务且无过失，按惯例会编入寄合，称为“役寄合”。另一方面，因失误被惩处而编入小普请者称为“缩尻小普请”“御咎小普请”或“不相应小普请”。此外，还有“老年小普请”（自父辈起即属小普请，年龄在70岁以上）、“幼年小普请”（因父亲早逝继承家业但因年幼无法出任职务而编入小普请）、以及因病超过13个月而编入的“生病小普请”等。另在寛政元年（1789年），作为对行为不端的小普请的戒律措施，设立了“甲府胜手小普请制”。
所谓的五役，即御中间、御小人、御驾籠之者、黒鍬之者和扫除之者，即使无职务，也不会编入小普请，而是作为目付支配无役另行管理。
幕臣大致分为允许世袭的譜代席和二半场，以及仅限一代的抱席（抱入）。譜代席和二半场即使无职也可以进入小普请组并享受家禄，而抱席若无职则无家禄，原则上也不能继承家督。
由于无固定职务，往往缺乏锻炼，小普请组的8组被分成两班，每月三次前往学问所听四书讲座，并在权田原进行射箭训练。每五年在将军面前进行大的射箭，命中两支箭者可获奖赏，赐予两件时服。